# احمد صدر حاج‌سیدجوادی
احمد صدر حاج‌سیدجوادی (زاده ۳ خرداد ۱۲۹۶ – درگذشته ۱۱ فروردین ۱۳۹۲) از اعضای نهضت مقاومت ملی ایران، از نخستین عضوهای نهضت آزادی ایران و عضو شورای انقلاب اسلامی ایران، وزیر کشور، وزیر دادگستری و نماینده دوره اول مجلس مردم قزوین در دوره نخست مجلس شورای اسلامی و به مدت ۳۰ سال سرپرست دائرةالمعارف تشیع بود.
وی پیش از انقلاب ۱۳۵۷ ایران وکالت تعدادی از مخالفان دودمان پهلوی از جمله علی شریعتی، علی خامنه‌ای، و حسینعلی منتظری را بر عهده داشت. همچنین او بارها پیش و پس از انقلاب ۱۳۵۷ ایران بازداشت و محاکمه شده است.
او برادر علی‌اصغر حاج‌سیدجوادی بود.
او فارغ‌التحصیل رشتهٔ حقوق و دارای مدرک دکترا علوم سیاسی بود. سید احمد صدر حاج‌سیدجوادی در بامداد یک شنبه ۱۱ فروردین ۱۳۹۲ در بیمارستان آبان تهران در ۹۵ سالگی درگذشت.

## خانواده
سید احمد صدر حاج‌سیدجوادی فرزند سید علی (صدرالمعالی) بود. نیای پدری او «حسین مجتهد خیابانی» (حاج‌سیدجوادی) از روحانیون پرآوازه قزوین بود. بر پایه جزوه شجره طیبه، نوشته سید حسن حاج سیدجوادی، نیای او تا سی و چند نسل قبلی به زید بن علی می‌رسید. پدر او سید حسین از شاگردان ویژه ملا محمدکاظم خراسانی (آخوند خراسانی) در نجف بود. او پس از پایان درس خارج از حوزه نجف به قزوین بازگشت و یکی از مراجع تقلید آن شهر شد.
جد بزرگ ایشان «میر اولیاء» به همراه فرزندش «علامه میر ابراهیما» ملقب به میر ابراهیم کبیر در آغاز تأسیس سلسله صفویان پس از سکونت کوتاهی که در تبریز داشتند به قزوین مهاجرت کرده و زعامت و قضاوت اهالی قزوین را به عهده گرفت. این کار قضاوت، همچنان تا پایان سلسله قاجاریه در خانواده آنان ادامه داشت. یکی از فرزندان «میر ابراهیما»، «حاج‌سید عبدالجواد» بود که نام خانوداگی «حاج‌سیدجوادی» از او گرفته شده است. همگی نیاکان و اجداد خاندان حاج سیدجوادی از عالمان دین اسلام بودند.
امروزه علاوه بر اینکه همچنان اکثر افراد این خانواده مشهور {حاج سیدجوادی}، در قزوین ساکن هستند تعداد کثیری نیز از این خانواده مشهور {حاج سیدجوادی}، در کشورهای مختلفی ساکن می باشند چون :
آمریکا، انگلیس، فرانسه، آلمان، استرالیا، کانادا، بلژیک، ایتالیا، هند، پاکستان و دیگر شهرهای ایران مانند : تهران، کرج، مشهد،اصفهان، شیراز، زنجان و ... ساکن هستند.
آرامگاه «میر اولیا» و «میر ابراهیما» در مقبره ای در قسمت خارجی جنوب شاهزاده حسین بن علی بن موسی الرضا قرار دارد. بنای اوّلیّه آن در اوایل سلسله صفویان دورانی که شهر قزوین پایتخت صفویه بود احداث گردید و تا کنون چندین مرتبه تجدید بنا، مرمت و بازسازی شده است. همچنین آرامگاه بزرگ دیگری  که اکثر فرزندان و نوادگان «میر ابراهیما»، از جمله «سید حسین قزوینی» ملقب به «علامه میر حسینا» و فرزند مشهور وی «حاج سید عبدالجواد» (سر سلسله خاندان حاج سید جوادی) در آن مدفون هستند در ضلع شمال شرقی شاهزاده حسین قرار دارد، که بانی اوّلیّه آن «سید حسین قزوینی» فرزند «میر ابراهیما» می باشد و بیشتر درگذشتگان از این خانواده شهیر (حاج سیدجوادی) از قدیم الایام در آن محل مدفون هستند.
شهرزاد صدر، دختر احمد صدر، و علیرضا، پسر او از اعضای سازمان مجاهدین خلق هستند. شهرزاد پیشتر مسئول اول سازمان مجاهدین خلق بوده است. شهرزاد همسر محمود عضدانلو، برادر بزرگ مریم رجوی است. نیلوفر دیگر دختر احمد صدر حاج سید جوادی در سانحه سرنگونی هواپیمای شرکت هواپیمایی بین‌المللی اوکراین از تهران به مقصد کیف در دی ۱۳۹۸ کشته شد. او همسر سابق رضا بنی صدر، برادرزاده ابوالحسن بنی صدر، (اوّلیّن رئیس جمهور ایران بعد از انقلاب سال 1357) بود.

## تحصیل
سید احمد صدر حاج سید جوادی سال‌های دبستان را در مدرسه امید قزوین (کنار اداره شهربانی) و سه سال آموزش متوسطه را در دبیرستان پهلوی قزوین به پایان رساند. همزمان، دروس مقدمات حوزوی را در مدرسه التفاتیه قزوین فرا گرفت. به علت نبود دوره دوم آموزش متوسطه به تهران مهاجرت کرد. او در دبیرستان ثروت، دیپلم علمی و سال پس از آن دیپلم ادبی را با موفقیت اخذ می‌نماید. سید احمد صدر حاج سید جوادی در دانشکده حقوق و علوم سیاسی دانشگاه تهران دو مدرک کارشناسی در رشته‌های قضایی (حقوق) و علوم سیاسی گرفت. پس از گذراندن در دوران خدمت وظیفه عمومی (خدمت سربازی) دوره دانشکده افسری را در (رسته توپخانه) در تهران گذرانده و به اخذ درجه ستوان دومی احتیاط نائل گردید.

## خدمات قضایی
او در اسفند ۱۳۲۲ (خورشیدی) وارد خدمت قضایی دادگستری ایران شد. در ابتدا به دادیار دادسرای شهرستان رشت و بعد بازپرس آن منصوب شد. در این دوره، استان گیلان به خاطر درگیری‌های بسیار با حزب توده ایران ناآرام بود. در ۱۳۲۵ (خورشیدی) به علت بازداشت اعضای حزب توده و رسیدگی به پرونده آن‌ها به دادگستری اراک فرستاده شد و در آنجا سمت ریاست شعبه ۲ دادگاه‌های عمومی شهرستان را یافت. در ۱۳۲۶ (خورشیدی) با سمت دادستان شهرستان ساوه به ساوه رفت. در سال ۱۳۲۷ (خورشیدی) به سمت ریاست دادگستری آن شهرستان منصوب شد. در اوایل سال ۱۳۲۸ (خورشیدی) در آغاز با سمت دادیار دادسرای تهران و سپس بازپرسی دادسرا به تهران فرستاده شد.

### بازپرسی دیوان‌های استانی
بین سال‌های ۱۳۲۹ (خورشیدی) تا ۱۳۴۰ (خورشیدی) حاج‌سیدجوادی در سمت بازپرسی دیوان، در استان‌های آذربایجان شرقی، اصفهان، و سیستان و بلوچستان مأموریت رسیدگی به جرائم کارکنان دولت و شهرداری‌ها و غیره را به علاوه سمت بازرسی کل کشور داشت. هنگامی که در هر استان یک بازپرس دیوان و بازرس کل کشور توقف داشت، او در استان خراسان حدود ۱۰ ماه توقف کرد و به شکایات و اتهامات وارده به ویژه در آستان قدس رضوی رسیدگی می‌کرد.

### مبارزه با فساد اداری
در اردیبهشت ۱۳۴۰ با تشکیل دولت علی امینی و وزارت نورالدین الموتی به دادستانی عمومی شهرستان تهران منصوب شد. در دوران یک سال و نیمه سمت دادستانی، بیشتر پرونده‌های اتهامی طرفداران دربار و اعضای رده‌بالای هیئت دولت، به ویژه مسائل مالی آن‌ها مورد پیگیری سیدجوادی قرار گرفتند. با پیگیری‌های او، اتهامات متخلفان، ثابت و منجر به صدور ادعانامه از طرف دادستان شد. نمونه این پرونده‌ها ساختمات مجلس سنای ایران بود که با وجود میانجی‌گری حسن ارسنجانی به جایی نرسید و ۳۵ میلیون تومان اختلاس متهمان به وسیله بازپرس پرونده (کریمی‌پور) ثابت شد. اما بیشتر پرونده‌ها با استعفای دولت و برکناری الموتی و سیدجوادی در مراحل معوق و بعد بلا اثر باقی‌ماندند.
پرونده مهم دیگری، به توقیف سرلشکر آزموده (دادستان دادگاه دکتر مصدق) و ایجاد شور و هیجان و خوشحالی شدیدی بین مردم انجامید. به دنبال این توقیف، محمد مصدق عکس امضا شده خود را برای سیدجوادی فرستاد و از او سپاسگزاری کرد.

### بازنشستگی پیش از موعد
لطف‌الله میثمی در خاطرات خود نوشته بود که: «صدر حاج‌سیدجوادی (دادستان تهران) یکی از آدم‌های بسیار خطرناک است و باید با او برخورد جدی کرد». گلستانیان وزیر دادگستری پیشین نیز در خاطرات خود از سیدجوادی نوسته که در سفر به استان خراسان برای رسیدگی به یک پرونده آستان قدس رضوی حضور داشته است. همچنین در جریان توقیف بسیاری از مبارزان و طرفداران مصدق، به غیرقانونی بودن بازداشت‌ها اعتراض می‌کرد و آزادی آن‌ها را خواستار می‌شد. او در زندان شهربانی با رادنیا و آسایش از مبارزان علیه دربار ملاقات نمود که بلافاصله به دربار از طرف سازمان امنیت گزارش شد. این اقدامات به جایی رسید که خشم دربار و شاه را برانگیخت و بلافاصله پس از سقوط دولت علی امینی و کناره‌گیری مرحوم الموتی، سیدجوادی نیز از کار برکنار شد. او در ادامه، ناچار به بازنشستگی پیش از موعد شد. اما باز هم به علل مخالفت سازمان امنیت و دستگاه‌های حاکم، صدور پروانه وکالت او بیش از یک سال و نیم طول کشید تا اینکه کانون وکلا پروانه وکالت او را صادر نمود.

## کنش سیاسی

### نهضت آزادی ایران
کُنِش سیاسی سیدجوادی از هنگام ورود به تهران و آشنایی با سید رضا زنجانی و در دوران نخست‌وزیری محمد مصدق آغاز شد. پس از کودتای ۲۸ مرداد و حکومت علی مصدق و تشکیل نهضت مقاومت ملی ایران به رهبری سید رضا زنجانی به آن نهضت پیوست و کمیته ادارات آن نهضت را با عضویت نیکومنش، اُقلیدی، ذوالنصر و امیرحسین پولادی تشکیل داد. او در مبارزاتی مانند حضور در اجتماعات و تظاهرات و اعتصابات، همکاری در نشریه «راه مصدق»، پخش اعلامیه، و تهیه نوشته‌های سیاسی با کمک برادرش علی‌اصغر حاج‌سیدجوادی مشارکت پیوسته داشت. 

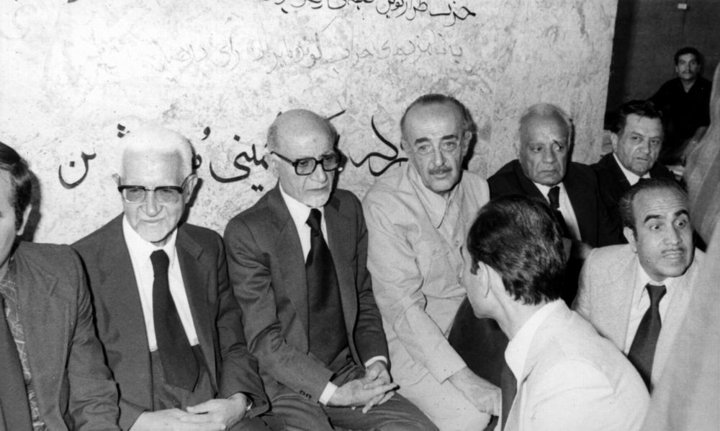
احمد صدر حاج سید جوادی به همراه برخی دیگر از اعضای نهضت آزادی ایران: یدالله سحابی، و مهدی بازرگان (۱۳۵۷)

در اوایل سال ۱۳۴۰ (خورشیدی) اعضای مذهبی نهضت مقاومت ملی ایران به رهبری سید محمود طالقانی، مهدی بازرگان، و یدالله سحابی نیاز دیدند که تشکلی ایجاد کنند که علاوه بر عناصر ملی به مباحث مذهبی نیز توجه داشته باشد. سیدجوادی از آغاز گفتگوها، تا نتیجه‌گیری و انتخاب نام نهضت آزادی ایران و عضویت در آن، در جلسه‌ها شرکت داشت. در جلسه دوم (که در خانه سیدجوادی برگزار شده بود) سید محمود طالقانی برای عضویت در این تشکیلات استخاره کرد و در نتیجه استخاره خوب آمد. با اینکه سیدجوادی جزء مؤسسین نهضت بود اما به لحاظ محذوریات شغلی (که قانوناً قاضی دادگستری از شرکت در احزاب منع شده بودند) نامی از سیدجوادی برده نشد.
در دهه ۱۳۴۰ (خورشیدی) و پس از بازداشت اعضای نهضت آزادی، حاج‌سیدجوادی به همراه افرادی مانند گلپروران، پرویز یعقوبی، هاشم صباغیان و مدت کوتاهی جلال‌الدین فارسی (پس از بازگشت او به ایران) و یکی دو نفر دیگر، عضو هیئت اجرائی موقت نهضت آزادی شده و در کنش‌های نهضت آزادی ایران شرکت می‌کرد. پس از بازداشت عزت‌الله سحابی که مأمور تماس با دوستان و نمایندگان نهضت در خارج از ایران بود حاج‌سیدجوادی عهده‌دار برقراری این تماس‌ها شد. او در ایالات متحده آمریکا با ابراهیم یزدی، در لندن با تقی‌زاده، در پاریس با صادق قطب‌زاده و ابوالحسن بنی‌صدر، و در آلمان با صادق طباطبایی در آلمان در تماس بود. خود سیدجوادی در فروردین ۱۳۵۶ (خورشیدی) در سفرهایی به خارج از کشور، با تماس با این افراد، مشکلات مربوط به آن شهر یا کشور را بررسی و حل می‌کرد. در هنگام مسافرت او به آمریکا، علی شریعتی در لندن درگذشت. جسد شریعتی به کمک ابراهیم یزدی، احسان شریعتی (فرزند شریعتی)، و سیدجوادی از لندن به سوریه فرستاده شد.

### جبهه ملی دوم ایران
با کناره‌گیری سید محمود طالقانی، مهدی بازرگان، و یدالله سحابی از جبهه ملی ایران، به خاطر اختلاف نظرهایشان، جبهه ملی دوم ایران تشکیل شد.

### ملاقات با جواهر لعل نهرو
در ملاقات با نخست‌وزیر هند جواهر لعل نهرو به همراه دسته گل، نامه‌ای از سوی برادر خود، علی‌اصغر حاج‌سیدجوادی را به نهرو داد.

## وکالت

### دفاع از روحانیون
در ۱۳۴۶ (خورشیدی) در مبارزات روحانیان که در دهه ۱۳۴۰ (خورشیدی) آغاز شده بود اکبر هاشمی رفسنجانی برای تعیین وکیل جهت هر یک از زندانی‌ها یا تبعیدی‌ها، تنها و مرتباً به حاج سید جوادی مراجعه می‌نمود. حاج سید جوادی نیز با همکاری دیگر وکلای دادگستری مانند اسدالله مبشری، نورعلی تابندهملقب به «مجذوبعلی شاه»، عبدالکریم لاهیجی، هدایت‌الله متین دفتری، حسن نزیه، منوچهر مسعودی به دفاع از روحانیون در دادگاه می‌پرداخت. از جمله افرادی که وکالتشان با خود حاج سید جوادی بود علی خامنه‌ای (صدر حاج سید جوادی اصرار داشت که بهتر است محمد خامنه‌ای برادر علی خامنه‌ای که به تازگی به درجه وکیلی رسیده از او دفاع کند، اما اکبر هاشمی رفسنجانی با مشورت از طرف خامنه‌ای این پیشنهاد را نپذیرفت و اصرار بر آن داشت که وکیل وی حاج سید جوادی باشد). اشخاص دیگری هم چون : محمدرضا مهدوی کنی، صادق خلخالی، فرزندان سید عبدالکریم موسوی اردبیلی و علی مشکینی، عبدالرحیم ربانی شیرازی، احمدی فروشانی (در اصفهان) و سید عبدالحسین دستغیب در (شیراز) بودند که وکالت پرونده اینان نیز با جاج سید جوادی بود.

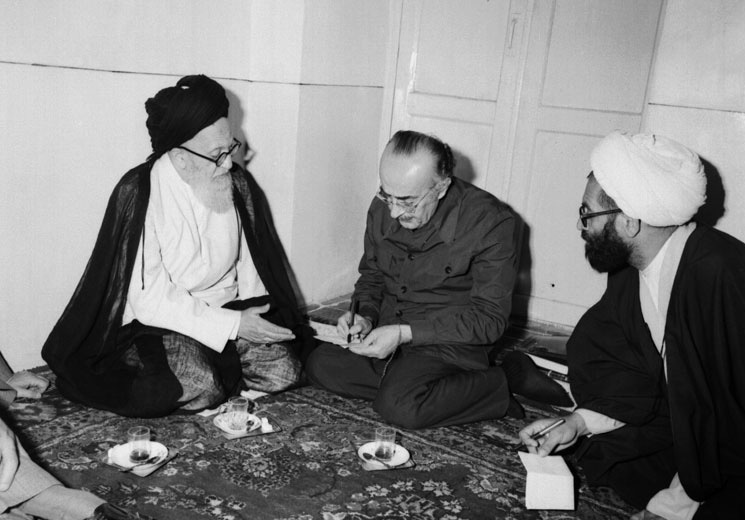
احمد صدر حاج سید جوادی در دیدار با سید محمدکاظم شریعتمداری (بهمن ۱۳۵۷)

در هنگام دفاع احمد صدر حاج سید جوادی از سید علی خامنه‌ای، علی تهرانی و عبدالله نوری، ۱۰ تا ۱۵ نفر جلوی دادگستری مشهد جمع شده و شعار مرگ بر خامنه‌ای و مرگ بر صدر حاج‌سیدجوادی سر می‌دادند. هنگامی که پاسبان جلوی درب دادگستری مطلع شد که آنها قصد حمله به صدر حاج سید جوادی را در هنگام خروج از دادگاه دارند مراتب را به تیمورتاش (رئیس دادگاه جنائی محل محاکمه) اطلاع داد. تیمورتاش نیز (با رضایت صدر حاج سید جوادی) جلسه را  تجدید کرد و حاج سید جوادی را با دو مأمور از درب پشت دادگستری مشهد به خارج از ساختمان راهنمایی و با  اتومبیل وی را راهی کرد.
همچنین بیشتر هماهنگی‌ها برای مصاحبه با خبرنگاران خارجی با مطلعین از مسائل سیاسی در تهران توسط حاج سید جوادی صورت می‌گرفت. این مصاحبه‌ها در خانه خود او یا محل‌های دیگری که وی مشخص می  کرد صورت می‌گرفت و در روزنامه‌های خارج از ایران منتشر می‌شدند. در یک مورد، یکی از روزنامه‌نگاران می‌خواست با حسن لاهوتی اشکوری از شکنجه‌شده‌ها در زندان ملاقات کند. برای این مصاحبه، حسن لاهوتی اشکوری به همراه هاشمی رفسنجانی در بزرگراه تهران کرج در خودروی حاج سید جوادی با خبرنگار ملاقات کردند. در هنگام مصاحبه، حاج سید جوادی، برگردان صحبت‌های لاهوتی به زبان فرانسوی بود. لاهوتی در پاسخ‌های خود گفت: "من و پسرم در زندان بودیم و بازجویان برای حرف کشیدن از من و پسرم، پسرم او را آورده و شلاق به دستم دادند که فرزندم را شلاق بزنم. من(لاهوتی) با اکراه تمام نخستین ضربه را که زدم، پسرم گفت: "پدر آهسته بزن". من گفتم: "اگر آن موقع کاردی در دسترسم بود خود را می‌زدم و از این عذاب روحی خلاص می‌شدم". در اینجا خبرنگار که حیرت کرده بود از حاج سید جوادی پرسید: "شما اشتباه ترجمه نمی‌کنید؟" حاج سید جوادی گفت: "نه عین اظهار خود ایشان است". و همان ایام این مصاحبه در لوموند منتشر شد.
خانه حاج سید جوادی همواره محل تجمع بیشتر روحانیان خصوصاَ روحانیان مبارز بود. به ویژه در ایام سوگواری محرم یا به بهانه آن، جلسات گفتگوی بسیاری همراه با تصمیم‌گیری مهمی دربارهٔ مسائل مختلف در خانه او شکل انجام می‌شد.

### دفاع از دانشجویان
سیدجوادی در بیشتر محاکمه‌هایی که دانشجویان دانشگاه در دادگاه‌های جنایی تهران محاکمه می‌شدند به همراه وکلای دیگر شرکت می‌نمود.

## انقلاب و پس از آن
در اواخر ۱۳۵۶ (خورشیدی) و بهار و تابستان ۱۳۵۷ (خورشیدی) با دوستان دیگرش مانند ناصر میناچی، عبدالکریم لاهیجی و فتح‌الله بنی‌صدر با تشکیل جلساتی در تهیه پیش‌نویس قانون‌اساسی نظام بعدی اقدام کردند. پیش‌نویس تدوین شده به دستور سید روح‌الله خمینی به حسن حبیبی که او هم از فرانسه شروع به تدوین متن دیگری کرده بود، تحویل داده شد.
سیدجوادی در استقبال از سید روح‌الله خمینی هنگام بازگشت به تهران به همراه سید محمود طالقانی و مهدی بازرگان و یدالله سحابی حاضر بود و در مدرسه رفاه دیدارهایی با او داشت.

پس از انقلاب ۱۳۵۷ ایران جزء مؤسسین و اعضاء اصلی و اداره کنندگان کمیته حقوقی جمعیت دفاع از آزادی و حاکمیت ملت ایران بود که به وسیله یدالله سحابی و مهدی بازرگان پایه‌گذاری شده بود. از سوی دیگر، پیگیر پرونده‌های زندانیان امنیتی بود. با صدور دستور تشکیل شورای انقلاب اسلامی ایران از طرف سید روح‌الله خمینی، سیدجوادی از اعضای آن شورا شد. 

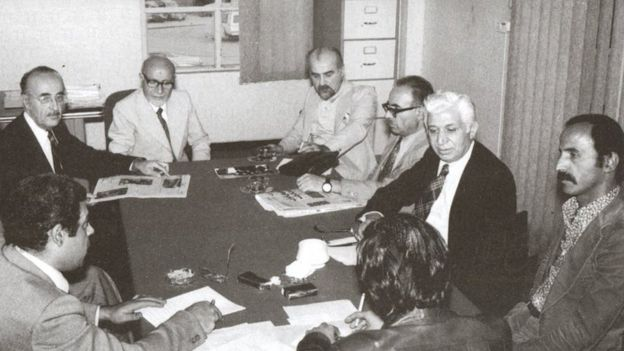
جلسه کمیته اجرایی دفاع از آزادی و حقوق بشر به ریاست مهدی بازرگان علی‌اصغر حاج‌سیدجوادی در سمت راست و احمد صدر حاج‌سیدجوادی در سمت چپ مهدی بازرگان، عبدالکریم لاهیجی در سمت راست نگاره

در هنگام آغاز به کار دولت موقت ایران در ۱۳۵۷ (خورشیدی) به عنوان وزیر کشور و سپس به عنوان وزیر دادگستری فعالیت داشت. او در دوران تصدی وزارت کشور تلاش بسیاری برای برقراری نظم در شهرها و جلوگیری از آشوب و اخلال اوباش و تعیین استانداران و فرمانداران و به جریان انداختن کلانتری‌ها و مراقبت از اقدامات ضدانقلاب انجام داد. سیدجوادی همچنین از برگزارکنندگان همه‌پرسی نظام جمهوری اسلامی در ایران بود. برای انتخابات مجلس خبرگان رهبری و تسلیم پیش‌نویس قانون اساسی جمهوری اسلامی به مجلس ایران کارهای مؤثر کرد. در تیر ۱۳۵۸ (خورشیدی) با استعفای اسدالله مبشری به وزارت دادگستری منصوب شد که تا پایان کار دولت موقت ادامه داشت. در دادگستری هم برای تنظیم قانون دادگاه‌های مدنی خاص، تلاش کرد.
پس از سقوط دولت موقت در مقدمات تشکیل مجلس شورا دخالت داشت. در نتیجه به نمایندگی مردم قزوین در مجلس نخست انتخاب شد. در مجلس نخست، همراه با سایر دوستان خود در نهضت آزادی (مهدی بازرگان، یدالله سحابی، ابراهیم یزدی، هاشم صباغیان و دیگران) همراه و هم‌رأی بود.

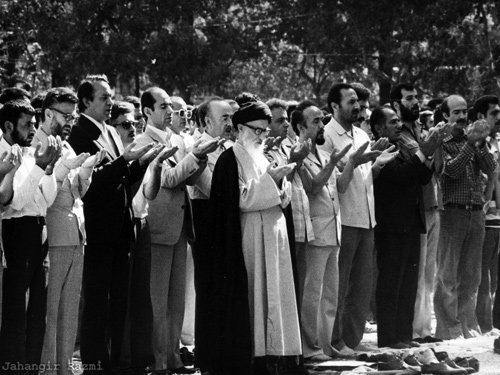
نخستین نماز جمعه در ایران به امامت سید محمود طالقانی در کنار ابراهیم یزدی، صادق قطب‌زاده، هاشم صباغیان و احمد صدر حاج سید جوادی

## کنش‌های پس از انقلاب

### وکالت
پس از کناره‌گیری از سمت‌های دولتی، حاج‌سیدجوادی با وجود داشتن پروانه وکالت، وکالت پرونده‌های عادی را نمی پذیرفت و تنها پرونده‌هایی که مربوط به نهضت آزادی ایران بود، مانند شکایت های حکومتی از مهدی بازرگان یا ابراهیم یزدی، را برای دفاع از حقوق آنان را پذیرفت. همچنین وی عضو افتخاری شورای مرکزی نهضت آزادی ایران بود.

### جلوگیری از هجوم ارتش به مردم
او به همراه عباس امیرانتظام تلاش می‌کرد از هجوم ارتش به مردم جلوگیری کند.

### دائرةالمعارف تشیع
احمد صدر حاج سید جوادی از دی ۱۳۶۰ (خورشیدی) به تهیه مقدمات تدوین علمی دائرةالمعارف تشیع با استفاده از اعتبارات مالی ابوالفضل تولیت پرداخت. از ۱۳۶۲ (خورشیدی) به علت استعفای مهدی محقق و بنا به تصویب هیئت امناء، به سرپرستی دائرةالمعارف شیعه منصوب شد و تا پایان زندگی سرپرستی این اثر را بر عهده داشت. دائرةالمعارف تشیع جایزه کتاب سال ۱۳۸۲ (خورشیدی) را از آن خود کرد.

### بازداشت و محاکمه
صدر حاج‌سیدجوادی در ۱۸ فروردین ۱۳۸۰ در سن ۸۴ سالگی بازداشت شد و پس از یک هفته با سپردن قرار وثیقه ۲۰۰ میلیون تومانی آزاد شد. او همراه با دیگر متهمین نهضت آزادی برای محاکمه به دادگاه احضار شد و پس از انجام محاکمه به همراه دیگر اعضاء نهضت آزادی ایران به پرداخت جریمه نقدی (به علت رعایت دادگاه و کهولت سن) نزدیک به ۵۵ میلیون ریال محکوم شد. صدر حاج‌سیدجوادی در محاکمه انفرادی از خود دفاع نکرد. ولی وکیل او محمدعلی دادخواه دفاع جداگانه‌ای از او انجام داد. همچنین صدر حاج‌سیدجوادی شخصاً حاضر به درخواست تجدید نظر در حکم بدوی نشد و دادخواه، تقاضای تجدید نظر در حکم نمود. پس از آزادی از زندان، خانه سیدجوادی محل مراجعه خانواده‌های بازداشت شدگان نهضت آزادی بود. در سال ۱۳۸۱ (خورشیدی) دبیرکل نهضت آزادی به خاطر تلاش‌هایش از او سپاس‌گزاری کرد.

### سپاسگزاری از تلاش‌ها
در سال ۱۳۸۶ (خورشیدی) نهضت آزادی ایران و شورای کنشگران ملی مذهبی در برنامه سالگرد درگذشت سید محمود طالقانی در حسینیه ارشاد از صدر حاج‌سیدجوادی به خاطر یک عمر مجاهدت و مبارزه سپاسگزاری کردند. در این گردهمایی، عصای سید محمود طالقانی و عبای سید رضا زنجانی به وی هدیه داده شد. او این هدایای را به موزه محمد مصدق اعطا کرد.

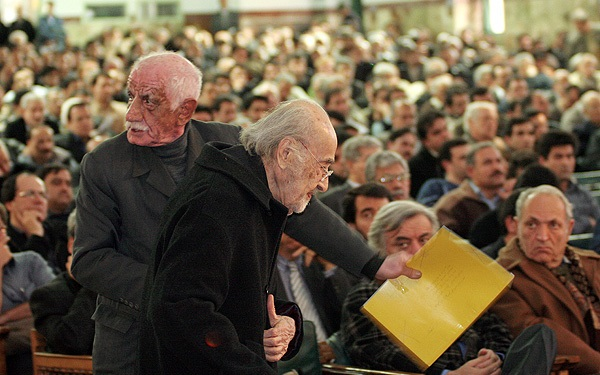
احمد صدر حاج سید جوادی در یادبود دوازدهمین سال درگذشت مهدی بازرگان (۲۸ دی ۱۳۸۵)

### جایزه قلم طلایی
در سال ۱۳۸۸ جایزه قلم طلایی از طرف انجمن دفاع از آزادی مطبوعات ایران به او داده شد.

### نامه‌ها
صدر حاج‌سیدجوادی بارها از سوی دستگاه امنیتی تهدید شد تا دست از نامه پراکنی‌های خود بردارد.
- صدر حاج‌سیدجوادی پس از انتخابات ریاست‌جمهوری ایران (۱۳۸۸) و بسته شدن فضای سیاسی کشور با نوشتن نامه و صدور پیام‌های بسیاری، به شرایط کشور اعتراض کرد. او در نامه خود به مراجع تقلید، از آنان خواست که سکوت خود را در برابر مظالم و فجایع داخلی بشکنند. از صادق لاریجانی رئیس قوه قضاییه درخواست کرد که دادگاه‌های انقلاب اسلامی را سی سال پس از پایان انقلاب تعطیل کند. او در نامه خود به سید علی خامنه‌ای رهبر جمهوری اسلامی با یادآوری اینکه زمانی وکیل او بوده و حق‌الوکاله خود را نگرفته است، از او خواست «ضمن صدور دستور آزادی تمامی زندانیان سیاسی و به ویژه رفع حصر میرحسین موسوی و مهدی کروبی و اعلام آشتی ملی، زمینهٔ بازگشت به نظم و آرامش را فراهم نماید.»
- سیدجوادی به شخصیت‌ها در نهادهای بین‌المللی مانند پاپ بندیکت شانزدهم، بان کی‌مون دبیرکل سازمان ملل متحد و هرمن ون رومپوی رئیس اتحادیه اروپا و پیامی به ایرانیان مقیم خارج نیز نامه نوشت. او در نامه خود به سازمان‌های بین‌المللی خواستار موضع‌گیری آنان علیه ظلم به زندانیان سیاسی ایران و پیگرد حقوقی عاملان و آمران فجایع پس از انتخابات ریاست‌جمهوری دهم ایران شد.
- صدر حاج‌سیدجوادی در پیامی به مناسبت پنجاهمین سال تأسیس نهضت آزادی ایران خطاب به ملت ایران، ضمن ابراز نگرانی از تصمیمات نادرست و مغایر منافع ملی دولت دهم جمهوری اسلامی ایران و رئیس آن محمود احمدی‌نژاد در عرصه‌های سیاست، اقتصاد و فرهنگ، اظهار داشت: "از هنگام حمله مغول به ایران به این سو، چنین یورش و تهاجمی علیه "ایرانیت و اسلامیت" به نحو توامان رخ نداده است."
- او در پیامی به مناسبت هشتمین سالگرد درگذشت یدالله سحابی به رهبران جمهوری اسلامی توصیه کرد: «اگر می‌خواهند از مسیر ظالمانه‌ای که پیش گرفته‌اند، بازگردند؛ به سخنان آن پیر، دوباره مراجعه کنند که از آن جمله نامه‌ای به رهبر جمهوری اسلامی در سال ۱۳۷۸ بود که اگر مفاد آن را آویزهٔ گوش خود می‌کردند وضع حکومتی که با وعدهٔ مدینة النبی برسر کار آمده بود این نمی‌شد.»
- همچنین او در پیامی به مناسبت سالگرد درگذشت سید محمود طالقانی توصیه کرد: "که الگوی وحدت طالقانی را سرمشق کار خود قرار دهند تا امثال طالقانی‌ها پدید آیند و ایران عزیز از این شرایط اسفبار نجات یابد." او افزود: "در پایان حاکمان را نیز توصیه می‌کنم به مردم بازگردند و به جای سرکوب مخالفان به تعامل بپردازند. اگر دوام قدرت با چنین روش‌هائی ممکن بود تاکنون تاریخ شاهد انقراض حکومت‌های دیکتاتوری و پیروزی ملت‌ها نبود."
- حاج‌سیدجوادی همچنین در نامه‌ای سرگشاده به کنشگران سیاسی مقیم خارج، خواهان کنار نهادن اختلافات، و توجه به منافع ملی و ترجیح دادن اشتراکات بر افتراقات شد.

## ممنوع‌الخروجی
در تاریخ ۲۳ اردیبهشت ۱۳۹۰ (خورشیدی) شعبه دوم دادیاری دادسرای امنیت شهید مقدس تهران واقع در زندان اوین احضاریه‌ای برای حاج‌سیدجوادی صادر و او را ممنوع‌الخروج کرد. حاج‌سیدجوادی در نامه‌ای سرگشاده با اشاره به کهولت سن و وضیت جسمی‌اش نوشت: «نه پای سفر دارم و نه دل دوری از وطن، اما دادگاه صادرکننده رای و مسئولان آن را فاقد شرایط صلاحیت قانونی و اخلاقی می‌دانم.»

## درگذشت

### مرگ و واکنش‌ها
احمد صدر حاج‌سیدجوادی، روز سه شنبه ششم فروردین ۱۳۹۲ (خورشیدی) در پی وخامت وضعیت گوارشی به بخش مراقبت‌های ویژه بیمارستان آبان منتقل شد و صبح روز یکشنبه ۱۱ فروردین ۱۳۹۲ وبگاه میزان خبر، نزدیک به نهضت آزادی از درگذشت سید احمد صدر حاج‌سیدجوادی خبر داد. شخصیت‌ها، احزاب و گروه‌های سیاسی و اجتماعی بسیاری در پیام‌های جداگانه، مرگ وی را تسلیت گفتند. از جمله این شخصیت‌ها و گروه‌ها می‌توان به سید محمد خاتمی، یوسف صانعی، اسدالله بیات زنجانی، اعضا و علاقه‌مندان نهضت آزادی در خارج از کشور، حزب مجاهدین انقلاب اسلامی (شاخه خارج از کشور)، جبهه ملی ایران، خانواده‌های قربانیان قتل‌های زنجیره‌ای ایران، و حزب توده ایران اشاره کرد.

### خاکسپاری
رسانه‌های فارسی‌زبان داخل و خارج از ایران به‌طور گسترده مرگ او را پوشش دادند و با تهیه گزارش و انجام مصاحبه به این موضوع پرداختند. پیکر سید احمد صدر حاج‌سیدجوادی روز ۱۲ فروردین ۱۳۹۲ با حضور ده‌ها تن از چهره‌های شناخته شده، کنشگران سیاسی و مردم از جلوی بیمارستان آبان تشییع شد و در مقبره خانوادگی آن‌ها در قزوین به خاک سپرده شد. از جمله شرکت کنندگان در این مراسم می‌توان به ابراهیم یزدی، عبدالله نوری، حسین انصاری‌راد، محمد توسلی، غلامعباس توسلی، داوود هرمیداس باوند، عباس امیرانتظام، حبیب‌الله پیمان، لطف‌الله میثمی، محمد ملکی، عمادالدین باقی، مرتضی الویری، مصطفی طاهری نجف‌آبادی، علی شکوری‌راد، محمد کیانوش‌راد، سارا شریعتی و احسان شریعتی، میرمحمود یگانلی، سعید شریعتی و اعضای شاخه‌های اصفهان، آذربایجان و زنجان نهضت آزادی، نیروهای ملی-مذهبی و اعضای جبهه ملی ایران اشاره کرد.

### بزرگداشت
پس از ممانعت نهادهای امنیتی از برگزاری مراسم بزرگداشت سید احمد صدر حاج‌سیدجوادی در حسینیه ارشاد و مساجد عمومی شهر تهران، این مراسم در خانه سیدجوادی و با حضور چهره‌های سیاسی برگزار شد. در این مراسم چهره‌هایی نظیر ابراهیم یزدی، حسین شاه‌حسینی، حسین انصاری‌راد، عبدالله نوری، محمد توسلی، هاشم صباغیان، غلامعباس توسلی، عباس امیرانتظام، عباس شیبانی، غلامحسین کرباسچی، محمدرضا عارف، محمدرضا خاتمی، محمد ملکی، محمد بسته‌نگار، حبیب‌الله پیمان، سید حسین موسویان، ادیب برومند، بهرام نمازی، حسین شاه‌اویسی، خسرو سیف، محمد نوری‌زاد، محمدجواد مظفر، سعید لیلاز، خانواده علی شریعتی و جمعی دیگر از روزنامه‌نگاران، کنشگران ملی-مذهبی و اعضای احزاب ملی حضور داشتند.

## پیام‌ها در وبگاه راه سبز
- پیام حاج‌سیدجوادی در هشتمین سالگرد در گذشت دکتر یدالله سحابی
- احمد صدر حاج‌سیدجوادی:مراجع سکوت خود را نسبت به این همه مظالم و فجایع بشکنند
- نامه صدر حاج‌سیدجوادی به نهادهای بین‌المللی: تا دیر نشده علیه ظلم به زندانیان سیاسی ایران موضع‌گیری کنید
- پیام کهنسال‌ترین کنشگر سیاسی ایران به کنشگران خارج کشور
- صدر حاج‌سیدجوادی: طالقانی را سرمشق کار خود قرار دهید
- از حمله مغول چنین تهاجمی علیه ایرانیت و اسلامیت رخ نداده است
- انتشار عمومی نامه محرمانه احمد صدر حاج‌سیدجوادی به رهبری پس از ۷ ماه